# Кашкарово (Чекмагушевский район)
Кашка́рово (баш. Ҡашҡар) — село в Чекмагушевском районе Республики Башкортостан Российской Федерации. Входит в состав Калмашбашевского сельсовета.

## География

### Географическое положение
Протекает река Калмашка.
Расстояние до:
- районного центра (Чекмагуш): 24 км,
- центра сельсовета (Калмашбашево): 5 км,
- ближайшей ж/д станции (Буздяк): 45 км.

## Население
| 2002 | 2009 | 2010 |
| ---- | ---- | ---- |
| 150  | ↘148 | ↘133 |

Национальный состав
Согласно переписи 2002 года, преобладающие национальности — башкиры (52 %), татары (43 %).

## Религия
В селе строится мечеть.